# NGC 2418
NGC 2418 è una galassia ellittica situata nella costellazione dei Gemelli, a una distanza di circa 251 milioni di anni luce dalla nostra Via Lattea.

## Scoperta
La galassia è stata scoperta il 23 gennaio 1874 dall'astronomo francese Édouard Stephan.

## Descrizione
Nelle immagini, NGC 2418 presenta una deformazione ben visibile a nord-ovest. Per questo motivo è stata inserita nell'Atlas of Peculiar Galaxies di Halton Arp con il codice ARP 165.